# 7460 Julienicoles
7460 Julienicoles eller 1984 JN är en asteroid i huvudbältet som upptäcktes den 9 maj 1984 av den amerikanska astronomen James B. Gibson vid Palomar-observatoriet. Den har fått sitt namn efter Julie L. Nicoles.
Asteroiden har en diameter på ungefär 4 kilometer.